# Coronel Martins
Coronel Martins är en kommun i Brasilien.   Den ligger i delstaten Santa Catarina, i den södra delen av landet, 1 300 km söder om huvudstaden Brasília. Antalet invånare är 2 458.
Omgivningarna runt Coronel Martins är en mosaik av jordbruksmark och naturlig växtlighet. Runt Coronel Martins är det glesbefolkat, med 18 invånare per kvadratkilometer.